# Faridpur (Bangladesch)
Faridpur (bengalisch ফরিদপুর) ist eine Stadt im Distrikt Faridpur in der Division Dhaka in Bangladesch. Sie liegt am Fluss Padma und hat etwa 104.566 Einwohner (Stand 2001). In Faridpur ist eines der bekanntesten Rotlichtviertel Bangladeschs.

## Geografie
Faridpur liegt etwa 50 Kilometer südwestlich von Bangladeschs Hauptstadt Dhaka.

## Persönlichkeiten
- Jasimuddin (1903–1976), bengalischer Schriftsteller
- Mrinal Sen (1923–2018), Regisseur
- Fazlur Khan (1929–1982), bengalischer Architekt
- Sufia Ahmed (1932–2020), Wissenschaftlerin
- Prabir Ghosh (1945–2023), indischer Autor und Bürgerrechtler
- Tareque Masud (1956–2011), Architekt